# Everybody Loves Joey
Everybody Loves Joey is een Nederlandse realityserie van RTL 5 waar de 24-jarige Joey Spaan, beter bekend als Matsoe Matsoe van de televisiereeks Oh Oh ..., op zoek is naar zijn zogenaamde 'potje op zijn deksel'. Dus gaat zijn beste vriend Tony Wyczynski, ook uit de reeks Oh Oh ..., bekend als Sterretje, hem helpen om zijn liefde te vinden. Tony gaat hem samen met zijn vriend rapper Ricardo, die terug is van een vakantie in Las Vegas, helpen met de speeddates, maar ook de moeder en de zus helpen hem met het vinden van een meisje.

## Kandidaten
Joliena Grandsaerd 26 jaar 7e plaats
Geëlimineerd in de 4e aflevering
Samantha de Keiser 24 jaar 6e plaats 
Geëlimineerd in de 5e aflevering
Shannon Bontrop 22 jaar  5e plaats
Geëlimineerd in de 7e aflevering
Marieke Bekkers 25 jaar 5e plaats
Heeft zelf aangegeven te stoppen
Laura 
Winnaar